# Cachen
Cachen (gaskonsko Caishen) je naselje in občina v francoskem departmaju Landes regije Akvitanije. Naselje je leta 2009 imelo 227 prebivalcev.

## Geografija
Kraj leži v pokrajini Gaskonji 25 km severovzhodno od Mont-de-Marsana.

## Uprava
Občina Cachen skupaj s sosednjimi občinami Arue, Bourriot-Bergonce, Labastide-d'Armagnac, Lencouacq, Maillas, Pouydesseaux, Retjons, Roquefort, Saint-Gor, Saint-Justin, Sarbazan in Vielle-Soubiran sestavlja kanton Roquefort s sedežem v Roquefortu. Kanton je sestavni del okrožja Mont-de-Marsan.

## Zanimivosti
- cerkev Marijinega Rojstva, Guinas, iz 13. stoletja,
- cerkev sv. Martina, Cachen.